# Americium
Americium is een scheikundig element met als symbool Am en atoomnummer 95. Het is een zilverwit actinoïde.

## Ontdekking
Americium is voor het eerst gesynthetiseerd in 1944 door Glenn Seaborg, Leon O. Morgan, Ralph James en Albert Ghiorso in het Argonne National Laboratory. Zij waren in staat om 241Am te produceren door plutonium in een kernreactor te bombarderen met neutronen.
De naam "americium" is afgeleid van het continent Amerika, waar het element ontdekt is, naar analogie met europium.

## Toepassingen
Americium is redelijk eenvoudig in grote hoeveelheden te produceren en wordt daarom relatief vaak voor industriële en huishoudelijke toepassingen gebruikt.
- In rookdetectors wordt 241Am (in de vorm van americiumdioxide) toegepast als bron van ioniserende straling voor een ionisatiekamer.
- Americiumisotopen worden of werden gebruikt als bronnen van gammastraling voor medisch en industrieel gebruik. Zo vindt americium in de glasindustrie toepassing bij het nauwkeurig bepalen van de glasdikte.

## Opmerkelijke eigenschappen
In zuivere vorm heeft americium een zilverkleurige glans die bij kamertemperatuur en droge atmosfeer langzaam verandert in een bruine oxidelaag. De alfa-emissie van americium is ongeveer driemaal zo krachtig als van radium. Daarnaast zendt americium krachtige gammastraling uit.
Het element kan een aantal oxidatietoestanden aannemen. In de eerste plaats is er +3-toestand zoals die gebruikelijk is voor de lanthanoïden, en een lagere +2 evenals bij europium, maar hogere valenties (+4, +5 en +6) komen ook voor doordat de 5f-elektronen van de actinoïden in tegenstelling tot de 4f van de lanthanoïden zich niet als een binnenschil gedragen.

## Verschijning
Op aarde komt americium niet in de natuur voor. Het wordt geproduceerd in kernreactors.

## Isotopen
| Stabielste isotopen | Stabielste isotopen | Stabielste isotopen | Stabielste isotopen | Stabielste isotopen | Stabielste isotopen |
| Iso                 | RA (%)              | Halveringstijd      | VV                  | VE (MeV)            | VP                  |
| ------------------- | ------------------- | ------------------- | ------------------- | ------------------- | ------------------- |
| 240Am               | syn                 | 50,8 u              | α                   | 1,379               | 236Np               |
| 241Am               | syn                 | 432,2 j             | α                   | 5,638               | 237Np               |
| 243Am               | syn                 | 7370 j              | α                   | 5,438               | 239Np               |

Er zijn 18 radioactieve americiumisotopen bekend. 243Am is met een halfwaardetijd van 7370 jaar het stabielst. 241Am heeft een halfwaardetijd van 432 jaar. De overige isotopen hebben halfwaardetijden van minder dan 51 uur.

## Toxicologie en veiligheid
In de biologie speelt americium geen rol. De krachtige straling is in staat genetische schade aan te richten, hetgeen tot kanker kan leiden.